# Maurice Huismans
Maurice Huismans (Den Haag, 10 december 1973), beter bekend als DJ Maurice, is een Nederlands diskjockey.

## Loopbaan
Na zijn opleiding Middelbaar Toeristisch en Recreatief Onderwijs werd Huismans diskjockey bij Café Hallo in Scheveningen. Een jaar later ontmoette hij Chiel Jongejan, die in Rotterdam feestcafé Après Skihut ging openen. Vanaf de opening op 30 januari 1997 werkte Huismans volledig bij dit feestcafé, wat leidde tot het begin van de Après Skihut-cd's in 1998. Later ontving Huismans diverse gouden platen en werden er meer dan een miljoen Après Skihut-cd's verkocht. Eind 2005 nam Huismans afscheid bij de Skihut.
Huismans vormde samen met DJ Yorit het duo Summerlove, waarvoor hij in 2001 het liedje 'Remember' schreef. Dit werd ook onder de titel 'Summerlove' een grote hit van David Tavare. De Amerikaanse hiphopartiest Akon pleegde in 2008 plagiaat door dit liedje uit te brengen als 'Right Now'. Een rechtszaak hierover werd door Huismans gewonnen.
Naast zijn werk als dj is Huismans ook actief als producer. Hij produceert met name cd's voor artiesten uit de feestmuziek maar ook voor bekende artiesten als Jan Smit, Gordon en Gerard Joling. Ook is Huismans mede verantwoordelijk voor de feestact Snollebollekes. Sinds 2008 heeft Huismans een artiestenbureau.